# Десногорск
Десногорск (рус. Десногорск) град је у европском делу Руске Федерације, на југу Смоленске области. Има административни статус градског округа, односно града обласне субординације (једини град таквог типа у области поред Смоленска). Окружен је територијом Рослављанског рејона у чијем саставу се не налази.
Према процени националне статистичке службе, у граду је 2014. живело 28.728 становника. Градски округ обухвата територију површине 43 км².

## Географија
Град се налази на десној обали реке Десне (притоке Дњепра), односно на месту где је река преграђена браном и формирано вештачко Десногорско језеро. Налази се на око 153 км југоисточно од административног центра области, града Смоленска. На свега 6 км јужно од средишта града пролази међународни аутопут А130 који повезује Москву са Варшавом.

## Историја
Насеље је наменски изграђено као радничко насеље након што су 1971. почели радови на изградњи Смоленске нуклеарне електране. Радничко насеље је 1974. постало селом и службено је добило име Десногорск.
Године 1989. добија административни статус града обласне субординације (градски округ), као насеље од специјалног значаја за област. У састав градског округа улази и село Сосновка.

## Становништво
Према подацима са пописа становништва 2010. у граду је живело 29.700 становника, док је према проценама за 2014. град имао 28.728 становника.
| 1989.  | 2002.  | 2010.  | 2014.  |
| ------ | ------ | ------ | ------ |
| 32.302 | 32.070 | 29.700 | 28.728 |